# Olimpijske medalje v kolesarstvu (moški)
Celoten seznam vseh dobitnikov olimpijskih medalj v cestnem kolesarstvu. 

## Cestno kolesarstvo

### Cestna dirka
Tadej Pogačar je edini Slovenec, ki mu je uspelo dobiti olimpijsko medaljo na cestni dirki.
| Leto                                                                    | Zlato                    | Srebro              | Bron                  |
| ----------------------------------------------------------------------- | ------------------------ | ------------------- | --------------------- |
| 1896                                                                    | Aristidis Konstantinidis | August von Gödrich  | Edward Battell        |
| med leti 1900 in 1932 cestno kolesarstvo ni bilo v olimpijskem programu |                          |                     |                       |
| 1936                                                                    | Robert Charpentier       | Guy Lapébie         | Ernst Nievergelt      |
| 1948                                                                    | José Beyaert             | Gerrit Voorting     | Lode Wouters          |
| 1952                                                                    | André Noyelle            | Robert Grondelaers  | Edi Ziegler           |
| 1956                                                                    | Ercole Baldini           | Arnaud Geyre        | Alan Jackson          |
| 1960                                                                    | Viktor Kapitonov         | Livio Trapè         | Willy van den Berghen |
| 1964                                                                    | Mario Zanin              | Kjell Rodian        | Walter Godefroot      |
| 1968                                                                    | Pierfranco Vianelli      | Leif Mortensen      | Gösta Pettersson      |
| 1972                                                                    | Hennie Kuiper            | Clyde Sefton        | odvzeta medalja       |
| 1976                                                                    | Bernt Johansson          | Giuseppe Martinelli | Mieczysław Nowicki    |
| 1980                                                                    | Sergej Suhoručenkov      | Czesław Lang        | Jurij Barinov         |
| 1984                                                                    | Alexi Grewal             | Steve Bauer         | Dag Otto Lauritzen    |
| 1988                                                                    | Olaf Ludwig              | Bernd Gröne         | Christian Henn        |
| 1992                                                                    | Fabio Casartelli         | Erik Dekker         | Dainis Ozols          |
| 1996                                                                    | Pascal Richard           | Rolf Sørensen       | Max Sciandri          |
| 2000                                                                    | Pascal Richard           | Rolf Sørensen       | Max Sciandri          |
| 2004                                                                    | Paolo Bettini            | Sérgio Paulinho     | Axel Merckx           |
| 2008                                                                    | Samuel Sánchez           | Fabian Cancellara   | Aleksander Kolobnjev  |
| 2012                                                                    | Aleksander Vinokurov     | Rigoberto Urán      | Alexander Kristoff    |
| 2016                                                                    | Greg Van Avermaet        | Jakob Fuglsang      | Rafał Majka           |
| 2020                                                                    | Richard Carapaz          | Wout Van Aert       | Tadej Pogačar         |
| 2024                                                                    | Remco Evenepoel          | Valentin Madouas    | Christophe Laporte    |

### Vožnja na čas
Kromometer je prišel na spored iger leta 1912. Med leti 1936 in 1992 pa ga ni bilo na programu.
| Leto                                                           | Zlato              | Srebro            | Bron               |
| -------------------------------------------------------------- | ------------------ | ----------------- | ------------------ |
| 1912                                                           | Rudolph Lewis      | Frederick Grubb   | Carl Schutte       |
| 1920                                                           | Harry Stenqvist    | Henry Kaltenbrunn | Fernand Canteloube |
| 1924                                                           | Armand Blanchonnet | Henri Hoevenaers  | René Hamel         |
| 1928                                                           | Henry Hansen       | Frank Southall    | Gösta Carlsson     |
| 1932                                                           | Attilio Pavesi     | Guglielmo Segato  | Bernhard Britz     |
| med leti 1936 in 1992 kronometer ni bil v olimpijskem programu |                    |                   |                    |
| 1996                                                           | Miguel Induráin    | Abraham Olano     | Chris Boardman     |
| 2000                                                           | Vjačeslav Jekimov  | Jan Ullrich       | odvzeta medalja    |
| 2004                                                           | Vjačeslav Jekimov  | Bobby Julich      | Michael Rogers     |
| 2008                                                           | Fabian Cancellara  | Gustav Larsson    | Levi Leipheimer    |
| 2012                                                           | Bradley Wiggins    | Tony Martin       | Chris Froome       |
| 2016                                                           | Fabian Cancellara  | Tom Dumoulin      | Chris Froome       |
| 2020                                                           | Primož Roglič      | Tom Dumoulin      | Rohan Dennis       |
| 2024                                                           | Remco Evenepoel    | Filippo Ganna     | Wout van Aert      |

## Ostalo

### Dirkališčno kolesartvo
- Keirin
- Madison
- Omnium
- Zasledovalno (ekipno)
- Sprint (posamično)
- Sprint (ekipno)

### Gorsko kolesarstvo
- Kros

### BMX
- Freestyle
- Dirka na stezi

## Opomba
1. ↑  Jaime Huélamo (ŠPA) je bronasto medaljo izgubil zaradi dopinga. Četrto uvrščeni avstralski kolesar Bruce Biddle tudi ni dobil bronaste, saj ni šel na test.
2. ↑  Ameriški kolesar Lance Armstrong je bronasto medaljo izgubil naknadno, precej kasneje, šele leta 2013, po priznanju zaradi dopinga. Tudi četrto uvrščeni španski kolesar Abraham Olano, naknadno po odvzemu Armstrongu ni dobil bronaste medalje, saj je bil ta pozitiven na doping že leta 1998.